# 张志磊
张志磊（1983年5月2日—），中华人民共和国男子拳击运动员，河南沈丘县人。曾获得过2008年北京奥运会男子拳击91公斤以上级项目的银牌。

## 运动生涯

### 进军拳击
张志磊13岁时，身高1.8米，由此被县体育局的教练李国峰选中，成为赛艇选手。两年后他的身高升至1.95米，体重也已经达到120公斤，不再适合赛艇项目，偶然一次被拳击教练谷锦华选中，走上了拳击的道路。

### 早期经历
在2001年时，张志磊就获得过2001年国际拳击邀请赛的冠军。之后相继夺得2003年全国拳击锦标赛冠军，2004年亚洲拳击锦标赛铜牌，2005年全国十运会、2006年全国拳击精英赛暨多哈亚运会选拔赛冠军，被尊称为铁拳王子。多哈亚运会前夕，张志磊在一次国际比赛中右腿内侧副韧带严重断裂，被迫离开国家队返回郑州，开始了康复治疗。
2007年，张志磊痊愈，并在之后的2007年全国拳击锦标赛暨世锦赛选拔赛中获得冠军，拿到参加世界拳击锦标赛的资格，前去哈萨克斯坦集训。在2007世界拳击锦标赛中，张志磊在半决赛败给维亚切斯拉夫·格拉兹科夫，最后获得铜牌，并拿到了2008年奥运会的“入场券”。在后来的2007年国际拳击邀请赛中，他因伤退赛。2008年国际拳击邀请赛时，张志磊击败了前奥运会冠军波韦特金夺得金牌。

### 奥运赛场
2008年北京奥运会时，他在决赛不敌罗伯托·卡马雷莱，最终获得一枚银牌。在后来的2008年拳击世界杯中，张志磊首轮就被罗伯特·阿方索击败。中华人民共和国第十一届运动会时，他成功卫冕；随后又在2009年亚洲拳击锦标赛中夺冠。2009年世界拳击锦标赛时，张志磊领衔中国队获得了两枚铜牌，其中有一枚便是自己夺得的；2010年全国拳击锦标赛、第一届中国拳击公开赛和第一届世界武搏运动会等比赛中他也夺得冠军。2011年世界拳击锦标赛中，张志磊负于哈萨克斯坦新星伊万·季奇科，无缘八强。在2012年伦敦奥运会亚洲区拳击选拔赛中出线后，张志磊在奥运会的比赛中以11:15的成绩不敌最终获得冠军的英国拳击运动员安东尼·约书亚，无缘四强。后来在中华人民共和国第十二届运动会上，张志磊击败谷光明夺得冠军。

### 职业赛场
2014年3月11日，张志磊与美国王朝拳击推广公司签约，成为职业拳击手，正式宣布进军美国的职业拳坛。2014年8月8日，他在ESPN拳击之夜上仅用了17秒就击败对手库特斯·李·塔特（Curtis Lee Tate），完成了首秀，并获得了首胜。
2023年4月16日，张志磊经历6回合激战击败对手乔·乔伊斯，加冕WBO重量级世界过渡拳王。
2023年9月24日，张志磊和乔伊斯二番战，张志磊三回合KO乔伊斯，继续卫冕WBO重量级世界过渡拳王。
2024年3月10日，張志磊在他的第二場衛冕戰判定負WBO前世界拳王約瑟夫·帕克，丟掉拳王過渡金腰帶。
沙特阿拉伯时间2024年6月1日，张志磊击败前WBC重量级拳王德昂塔·维尔德。
2025年2月22日，张志磊在第五回合击倒卡巴耶的情况下，第六回合被对手TKO。

## 职业拳击战绩
| 16胜 （12次击倒胜），0负，0平 |      |                   |      |       |            |                      |                                 |
| 赛果                          | 战绩 | 对手              | 方式 | 用时  | 日期       | 地点                 | 备注                            |
| 胜                            | 16–0 | Curtis Harper     | TKO  |       | 2017-05-26 | 佛罗里达州, 博卡拉顿 |                                 |
| 胜                            | 15–0 | Mark Brown        | KO   |       | 2017-04-29 | 北卡罗来纳州, 夏洛特 |                                 |
| 胜                            | 14–0 | Peter Graham      | KO   |       | 2017-01-21 | 河北省, 石家庄       | WBO东方区（洲际）重量级金腰带战 |
| 胜                            | 13–0 | Galen Brown       | TKO  |       | 2016-12-10 | 马萨诸塞州, 昆西     |                                 |
| 胜                            | 12–0 | Gogita Gorgiladze | TKO  |       | 2016-09-30 | 温州, 温州体育中心   |                                 |
| 胜                            | 11–0 | Rodney Hernandez  | UD   |       | 2016-07-22 | 新泽西州, 大西洋城   |                                 |
| 胜                            | 10–0 | Jamal Woods       | TKO  |       | 2016-06-11 | 马萨诸塞州, 昆西     |                                 |
| 胜                            | 9–0  | John Orr          | TKO  | 1 (8) | 2016-05-25 | 华盛顿哥伦比亚特区   |                                 |
| 胜                            | 8–0  | Tyree Ortiz       | TKO  | 3 (4) | 2016-03-26 | 加利福尼亚州, 奥克兰 |                                 |
| 胜                            | 7–0  | David Koswara     | TKO  | 1 (6) | 2016-02-20 | 甘肃省, 兰州         |                                 |
| 胜                            | 6–0  | Juan Goode        | UD   | 6     | 2015-11-21 | 内华达州, 拉斯维加斯 |                                 |
| 胜                            | 5–0  | Dennis Benson     | TKO  | 6 (6) | 2015-08-15 | 新泽西州, 大西洋城   |                                 |
| 胜                            | 4–0  | Glenn Thomas      | UD   | 4     | 2015-06-06 | 纽约, 布鲁克林区     |                                 |
| 胜                            | 3–0  | Eric George       | UD   | 4     | 2015-03-14 | 新泽西州, 泽西市     |                                 |
| 胜                            | 2–0  | Perry Filkins     | TKO  | 1 (4) | 2015-01-17 | 康乃狄克州, 蒙特维尔 |                                 |
| 胜                            | 1–0  | Curtis Lee Tate   | TKO  | 1 (4) | 2014-08-08 | 内华达州, 法伦       | 职业首秀                        |